# Freire, Chile
Freire este un târg și comună din provincia Cautín, regiunea La Araucanía, Chile, cu o populație de 21.890 locuitori (2012) și o suprafață de 935,2 km2.